# Litteraturåret 1888

## Priser och utmärkelser
- Kungliga priset – Waldemar Rudin

## Nya böcker

### A – G
- L'Abbé Jules av Octave Mirbeau
- The Aspern Papers (sv. Jeffrey Asperns brev i Två berättelser 1951) av Henry James
- Den lille riddaren (del tre av tre) av Henryk Sienkiewicz
- Det yttersta skäret av Gustaf af Geijerstam
- Eva av Amanda Kerfstedt
- Fruen fra havet, drama av Henrik Ibsen
- Fröken Julie av August Strindberg
- Gésarine av Jean Richepin

### H – N
- Le flibustier (fr.) av Jean Richepin
- Majsa-Jons av Jonas Lie

### O – Ö
- Plain tales from the hills av Rudyard Kipling
- Pierre och Jean av Guy de Maupassant
- Professoren av Alexander Kielland
- Skärkarlslif av August Strindberg
- Små skizzer av Axel Munthe
- Stäppen av Anton Tjechov
- Vallfart och vandringsår av Verner von Heidenstam

## Födda
- 10 februari – Giuseppe Ungaretti (död 1970), italiensk poet.
- 6 april – Dan Andersson (död 1920), svensk författare och poet.
- 29 april – Stina Bergman (död 1976), svensk manusförfattare, författare och teaterregissör.
- 14 maj – Miles Mander (död 1946), brittisk skådespelare, regissör, manusförfattare, romanförfattare och pjäsförfattare.
- 1 juli – Louis De Geer (död 1954), svensk författare av barn- och ungdomslitteratur.
- 17 juli – Samuel Agnon (död 1970), israelisk författare, nobelpristagare 1966.
- 23 juli – Raymond Chandler (död 1959), amerikansk deckarförfattare.
- 16 augusti – Lawrence av Arabien, eg. Thomas Edward Lawrence (död 1935), brittisk officer, författare och arkeolog.
- 16 september – Frans Eemil Sillanpää (död 1964), finländsk författare, nobelpristagare 1939.
- 23 september – Valdemar Dalquist (död 1937), svensk skådespelare, författare, textförfattare och regissör.
- 16 oktober – Eugene O'Neill (död 1953), amerikansk dramatiker, nobelpristagare 1936.
- 26 oktober – Runar Schildt (död 1925), finlandssvensk författare.
- 26 september – T.S. Eliot (död 1965), amerikansk-brittisk poet och författare, nobelpristagare 1948.
- 17 november – Curt Goetz (död 1960), tysk-schweizisk dramatiker.
- 26 november – Franz Jung (död 1963), tysk författare.
- 7 december – Joyce Cary (död 1957), brittisk författare.
- 15 december – Maxwell Anderson (död 1959), amerikansk dramatiker och författare.
- okänt datum – Ernest Raymond, brittisk romanförfattare.

## Avlidna
- 23 juli – Victoria Benedictsson, 38, svensk författare.
- 12 september – Richard Proctor, 51, brittisk astronom och populärvetenskaplig författare.